# 세이지
세이지(영어: sage)는 꿀풀과에 속한 여러해살이풀이다. 지중해 원산이며, 향신료·약초 및 관상용으로 재배해 왔다.

## 분포
유럽의 알바니아, 프랑스, 독일, 그리스, 이탈리아, 스페인, 스위스, 유고슬라비아 원산이다. 동유럽, 포르투갈, 북부 아프리카, 카나리아 제도, 미국의 동부와 서부, 우루과이, 한국에도 옮겨와 서식한다.

## 같이 보기
- 배암차즈기속